# Королёв, Александр Леонидович
Алекса́ндр Леони́дович Королёв (14 июня 1922, Солигалич — 17 марта 1988, Ленинград) — советский живописец-монументалист и педагог, заслуженный художник РСФСР (1970), член Ленинградского Союза художников.

## Биография
Родился в городе Солигаличе, Костромской губернии. Учился в средней художественной школе в Ленинграде при Академии художеств (1937-41). Затем был принят в Академию и успешно закончил её.
В 1955 году, совместно с А. А. Мыльниковым и В. И. Сноповым, участвовал в создании монументального мозаичного панно «Изобилие» для вестибюля станции метро «Владимирская». По эскизам Королёва и его технологии был создан уникальный в Ленинграде витраж для вестибюля станции «Гостиный двор». Уникальность технологии витража была новаторством того времени. Королев усовершенствовал приёмы изобретённые в Швеции художником по стеклу Bertil Vallien, а именно - литьё стекла в песчанные формы.  По его эскизам и при его участии был создан ещё ряд монументальных работ в Ленинграде и других советских городах.
Уделял большое внимание преподавательской деятельности, создал собственную систему обучения «Школы рисунка по системе Королёва», в основе которой лежат принципы старых мастеров, опыт Леонардо да Винчи и Микеланджело. Вплоть до кончины преподавал в институте им. И. Е. Репина в мастерской под руководством своего большого друга А. А. Мыльникова.

## Ученики
Быстров Александр Кирович
Коваль Сергей Григорьевич
Чувин Александр Валентинович
Пономарёв Александр Никитович
Петрова Анна Ивановна
Базанов Алексей
Базанов Андрей
Базанова Любовь
Белых Любовь Алексеевна
Шведерская Ольга Анатольевна